# Lösungsspinnen
Lösungsspinnen ist ein Verfahren zum Erspinnen nicht schmelzbarer Polymere, die dazu oft durch eine chemische Veränderung in Lösung überführt und anschließend ausgesponnen werden. Danach wird das Lösungsmittel in einem Fällbad  (Nassspinnverfahren) oder in warmer Luft (Trockenspinnverfahren) entfernt. Wenn die Fasern wie bei der Acetatfaserherstellung chemisch verändert bleiben spricht man Derivatfasern. Macht man die chemische Veränderung rückgängig erhält man Regeneratfasern (z. B. Viskosefasern) Die Lösung enthält meist zwischen 5 und 40 %, vornehmlich 20 bis 25 % Feststoff. Aufwickelgeschwindigkeiten für die fertigen Faserten liegen zwischen 100 und 1000 m/min. Das Lösungsmittel wird beim Spinnen wiedergewonnen.